# Пименов, Владимир Фёдорович
Владимир Фёдорович Пименов (12 февраля 1905, село Екатериновка, Курская губерния — 16 сентября 1995, Москва) — советский театровед и критик, педагог, ректор Литературного института имени А. М. Горького (1965—1985). Заслуженный деятель искусств РСФСР (1965).

## Биография
После окончания в 1929 году отделения русского языка и литературы педагогического факультета Воронежского государственного университета работал в Воронеже инспектором, заведующим сектором искусств областного отдела народного образования, начальником управления театрально-зрелищных предприятий, председателем областного радиокомитета, начальником отдела искусств областного исполнительного комитета. Одновременно преподавал в Воронежском государственном университете, Воронежском государственном педагогическом институте. Член ВКП(б) с 1940 года. С 1944 года — в Москве.
В 1944—1947 годах — директор Театра имени Вахтангова, с 1947 года — заместитель председателя Комитета по делам искусства ЦК КПСС. Член Союза писателей СССР — с 1956 года.
В 1960—1964 годах — главный редактор журнала «Театр».
В 1964—1985 годах — ректор Литературного института имени А. М. Горького, профессор с 1969 года.
Похоронен в Москве на Николо-Архангельском кладбище.
Сын — В. В. Пименов (1930—2012), учёный-этнограф и этнолог.

## Основные работы
Автор сборников статей, очерков и мемуаров.
- «Жизнь, драматургия, театр» (1966);
- «Воспоминания, встречи…» (1967);
- «Занавес не опущен. Литературные портреты» (1968);
- «Год за годом» (1970);
- «Жизнь и сцена» (1971);
- «Жизнь, отданная театру» (1973);
- «Продолжение пути» (1974);
- «Свидетели живые. Воспоминания» (1978);
- «Время забот и тревог» (1983)